# 파이브돌스
파이브돌스(F-VE Dolls)는 MBK 엔터테인먼트 소속의 혼성그룹 남녀공학의 유닛으로 시작한 대한민국의 6인조 걸 그룹이다.
- 2011년 2월 11일 데뷔곡 〈입술자국〉을 선공개하고, 2월 16일 미니 새 앨범 Charming Five Girls를 발매해 〈너 말이야〉로 활동하였다.
- 같은 해 5월 11일에는 두 번째 미니앨범 Club Remix Time To Play를 발매하고 〈이러쿵 저러쿵〉으로 활동하였다.
- 이후 파이브돌스는 별다른 활동 없이 긴 공백기를 가졌고, 2012년 수미와 찬미가 그룹을 탈퇴하여 새 멤버 나연을 영입하였다.
- 하지만 멤버 교체 이후에도 여전히 별다른 활동이 없었고, 지현과 샤넌을 영입하였지만 탈퇴하였다.
- 그 후 2013년 7월, 새 멤버로 승희와 더 씨야 멤버 연경이 합류해 팀이 새롭게 재정비되었다.
- 또한 6인 체제로 바뀌면서 그룹표기를 'F-VE Dolls'로 바꾸었다.
- 2015년 3월 10일 그룹 "파이브돌스"는 공식 해체되었다.
- 나연은 시카고에서 대학 생활을 마무리하러 떠났고, 혜원은 키이스트와 손잡고 배우로 전향, 효영은 예전처럼 본업을 배우로 전향하여 활동 예정이다.
- 연경은 원래대로 더 씨야의 멤버로써 활동할 예정이다.
- 은교는 현재 연극 및 뮤지컬 배우로 활동하고 있으며, 승희는 소속사의 신인 걸그룹 다이아로 새롭게 데뷔하였지만 2016년 계약만료로 신인 걸그룹 다이아에서 떠났다.

ㅤ

## 이전 구성원
| 이름   | 소개 |
| ------ | --- |
| 나연   | - 본명: 한나연 - 생년월일: 1991년 12월 27일(33세) - 출생지: 대한민국 경기도 수원시 - 포지션: 리더, 서브보컬 - 활동기간: 2012년 2월 ~ 2015년 3월                                                                                                |
| 조이현 | - 생년월일: 1991년 6월 3일(33세) - 출생지: 대한민국 광주광역시 - 포지션: 메인보컬 - 활동기간: 2013년 7월 ~ 2015년 3월 - 특이사항: 클라씨의 소속사인 M25의 대표이자 클라씨의 매니져 겸 포켓돌스튜디오의 프로듀서겸 펑키스튜디오의 프로듀서이다. |
| 정우연 | - 본명 : 류효영 - 생년월일: 1993년 4월 22일(31세) - 출생지: 대한민국 광주광역시 - 포지션: 메인래퍼, 서브보컬 - 활동기간: 2011년 ~ 2015년 3월                                                                                                   |
| 한서인 | - 본명: 오연경 - 생년월일: 1994년 8월 25일(30세) - 출생지: 대한민국 경기도 수원시 - 포지션: 메인보컬 - 활동기간: 2013년 7월 ~ 2015년 3월 |
| 민하람 | - 본명 : 진혜원 - 생년월일: 1995년 3월 6일(30세) - 출생지: 대한민국 경기도 부천시 - 포지션: 리드래퍼, 서브보컬 - 활동기간: 2011년 ~ 2015년 3월                                                                                                 |
| 서은교 | - 생년월일: 1995년 3월 21일(30세) - 출생지: 대한민국 경상남도 함안군 - 포지션: 리드보컬 - 활동기간: 2011년 ~ 2015년 3월 |
| 이서안 | - 생년월일: 1989년 3월 3일(36세) - 출생지: 대한민국 서울특별시 영등포구 - 포지션: 리더, 리드보컬 - 활동기간: 2011년 ~ 2012년 2월 |
| 허찬미 | - 생년월일: 1992년 4월 6일(33세) - 출생지: 대한민국 경기도 남양주시 - 포지션: 메인보컬 - 활동기간: 2011년 ~ 2013년 2월 |
| 지현   | - 본명 : 최지현 - 생년월일: 1993년 4월 18일(31세) - 출생지: 대한민국 - 포지션: 메인보컬 - 활동기간: 2013년 2월 ~ 2013년 7월 |
| 샤넌   | - 본명: 샤넌 아름 윌리엄스리스 - 생년월일: 1998년 5월 26일(26세) - 출생지: 영국 런던 - 포지션: 메인보컬 - 활동기간: 2012년 2월 ~ 2013년 7월 |

## 앨범

### EP
| 앨범 번호 | 앨범 정보                                         | 트랙 리스트 |
| --------- | ------------------------------------------------- | --- |
| 1         | Charming Five Girls - 발매일: 2011년 2월 16일     | 1. 너 말이야 2. 입술자국 3. 쭈르르르르 4. 잘났어 5. 거기 잠깐 |
| 2         | Club Remix Time To Play - 발매일: 2011년 5월 11일 | 1. Time To Play (Intro) 2. 이러쿵 저러쿵 3. 네가 없이도 4. 너 말이야 (Remix Ver.) 5. 입술자국 (Remix Ver.) 6. 쭈르르르르 (Remix Ver.) 7. 잘났어 (Remix Ver.) 8. 거기 잠깐 (Remix Ver.) |
| 3         | First Love - 발매일: 2013년 9월 17일              | 1. 사랑한다? 안한다! 2. 사기쳤어 3. LOV 4. NoNoNo 5. 짝 1호 (Original Ver.) 6. 짝 1호 (Remix Ver.)                                                                                     |

### 싱글
| 앨범 번호 | 앨범 정보                            | 트랙 리스트                                  |
| --------- | ------------------------------------ | -------------------------------------------- |
| 1         | 입술자국 - 발매일: 2011년 2월 11일   | 1. 입술자국                                  |
| 3         | Since 1971 - 발매일: 2013년 7월 30일 | 1. 짝1호 (Original ver.) 2. 짝1호 (Listen 2) |

## 음반 외 활동

### 드라마
- 2011년 MBC 《최고의 사랑》 - 걸 그룹 '캔디스' 역[2]

### 예능
- 2011년 SBS 《도전! 1000곡》[3]
- 2011년 MBC 《세바퀴》[4]
- 2011년 SBS 《김정은의 초콜릿》[3]
- 2011년 KBS2 《백점만점 전국 아이돌 체전》[5]
- 2011년 KBS2 《개그콘서트》 - 슈퍼스타 KBS[3]
- 2011년 KBS2 《1 대 100》 206회[6]
- 2014년 KBS2 《위기탈출 넘버원》[7]

## 특이 사항
- 〈입술자국〉 뮤직 비디오와 〈너 말이야〉 뮤직 비디오에 서은교, 허찬미만 나온다.[8]